# Doigts à l'ail
Les doigts à l'ail (en anglais : garlic fingers), connus aussi sous le nom de doigts à l'ail au fromage, sont un plat issu du Canada atlantique, similaire à une pizza par la forme et la taille et fait avec le même type de pâte. Au lieu d'être coupés en tranches triangulaires, ils sont présentés en fines bandes, ou « doigts ».
Au lieu de la sauce tomate et des garnitures traditionnelles d'une pizza, les doigts à l'ail sont faits de pâte à pizza recouverte de beurre à l'ail, de persil et de fromage et cuite jusqu'à ce que le fromage soit fondu. Les doigts à l'ail sont souvent consommés en accompagnement de la pizza et trempés dans la sauce donair ou la sauce marinara.

## Frites au fromage à la mode du Wisconsin
Dans le centre du Wisconsin et dans certaines autres régions de l'État, on sert un plat similaire, composé d'une croûte de type pizza, généralement fine, recouverte de fromage et de beurre à l'ail ou d'un mélange de beurre à l'ail. Il est coupé en lanières et souvent accompagné de sauce marinara.
Appelées frites au fromage et parfois frites à la pizza ou frites italiennes, elles sont vendues à la fois dans les restaurants et au rayon des surgelés des supermarchés,,.